# Aby Warburg
Aby Moritz Warburg (Hamburg, 13. lipnja 1866. – Hamburg, 26. listopada 1929.), njemački povjesničar umjetnosti
Godine 1902. je osnovao Warburg Institut u Hamburgu, jednu od najvećih umjetničkih biblioteka. Cijeli život je posvetio Institutu i istraživanju posebnih aspekata europske umjetnosti posebice onih vezanih uz antičku umjetnost. 1933. godine Institut je preseljen u London gdje je i sada.  